# Solarfeld Erlasee
Das Solarfeld Erlasee, auch Solarstrompark Gut Erlasee, ist ein in den Jahren 2005 und 2006 auf Geländen der ehemaligen staatlichen Weinbauversuchsanstalt im fränkischen Erlasee bei Arnstein im Landkreis Main-Spessart (Bayern) errichtetes Solarkraftwerk. Die Anlage war bis Anfang 2008 die größte Photovoltaik-Freiflächenanlage der Welt.

## Allgemeines
Der Solarpark ist ein Gemeinschaftsprojekt des Berliner Solarmodulherstellers Solon SE, des Projektierungs- und Vertriebsunternehmens S.A.G. Solarstrom AG und der E.ON Bayern AG, in deren 20-kV-Netz die gewonnene elektrische Energie in der etwa elf Kilometer weiter westlich gelegenen Ortschaft Schönarts eingespeist wird.
Nach einer Bauzeit von 15 Monaten wurde das Solarfeld am 1. September 2006 mit einem Konzert von BAP und The BossHoss feierlich in Betrieb genommen. Das Gesamtprojekt hat rund 70 Millionen Euro gekostet. Die in Summe 1.464 nachführbaren Solarmodule wurden auf verschiedenen Wegen „kommerzialisiert“.

## Technik
Auf dem 85 Hektar großen Gelände wandeln 1.464 zweiachsig der Sonne nachgeführte Solartracker unter Standard-Testbedingungen von 11,4 MW (Watt Peak) Sonnenlicht in elektrische Energie. Pro Jahr werden etwa 14 GWh gewonnen, dies entspricht einer tatsächlich erzielten mittleren Leistung von 1,6 MW, der Kapazitätsfaktor liegt bei 13 %. Um die Solarmodule nachzuführen, sind jeweils zwölf Module auf beweglichen Unterkonstruktionen, sogenannten Movern montiert. Durch diese Technik des SOLON Movers verspricht sich der Initiator des Parkes einen Mehrertrag von etwa 30 Prozent. Eingesetzt sind Solarmodule mit etwa 1,55 Metern Breite und 2,6 Metern Länge. Pro Mover kommen immer Module mit einem Typ von Solarzellen zum Einsatz, im gesamten Solarfeld sind Module sowohl mit polykristallinem als auch mit monokristallinen Zellen mit Wirkungsgraden zwischen 15 und 22 Prozent verbaut.

## Flächenbedarf
Der Flächenbedarf beträgt etwa 74.500 m² pro MW-Peak und ist mehr als doppelt so hoch wie bei einer starr nach Süden ausgerichteten Anlage. Ursache ist, dass Module dieser nachgeführten Anlage auch Freiraum nach Osten und Westen benötigen, damit es zu keiner gegenseitigen Abschattung bei tiefem Sonnenstand kommt. Der Vorteil dieser Bauweise sind ein etwa 30 % höheres Regelarbeitsvermögen (Energieertrag pro Modul) und die bessere landwirtschaftliche Nutzbarkeit des Bodens im Vergleich zu einer starren, nach Süden orientierten Montage.